# Uetersener Nachrichten
Die Uetersener Nachrichten (UeNa) sind eine 1887 gegründete Lokalzeitung in Uetersen. Seit 2016 gehört sie zu den Produkten des Medienhauses A. Beig Druckerei und Verlag. Die Zeitung erscheint im Umkreis von Uetersen, Tornesch und in der Haseldorfer Marsch und ist gleichzeitig das amtliche Bekanntmachungsblatt für Uetersen und Tornesch sowie die Ämter Moorrege und Haseldorf mit den dazugehörigen Gemeinden.
Die Uetersener Nachrichten sind eine der kleinsten Tageszeitungen des Landes. Die verkaufte Auflage beträgt 1914 Exemplare, ein Minus von 67,2 Prozent seit 1998.
Die zu den Uetersener Nachrichten gehörenden Wochenblätter UeNa-Tip mit einer Auflage von 42.700 und der Blickpunkt Wedel mit einer Auflagenstärke von 40.000 Exemplaren wurden bis zur Corona-Pandemie einmal wöchentlich kostenlos an alle Haushalte verteilt. Das Verteilungsgebiet beider Zeitungen war der südliche Teil des Kreises Pinneberg zwischen Elmshorn und Wedel sowie die Hamburger Stadtteile Rissen und Blankenese. Der Ursprung der Zeitung ist der C.D.C. Heydorn Verlag, in dem das Örtliche Telefonbuch für Uetersen, Gemeinde-Informationen und Zeitschriften erscheinen sowie Drucksachen aller Art hergestellt werden.
Chefredakteure sind Gerrit Bastian Mathiesen und Jan Frederik Schönstedt. Sie verantworten alle Produkte des Medienhauses, d. h. auch das Pinneberger Tageblatt, Quickborner Tageblatt, Schenefelder Tageblatt, Wedel-Schulauer Tageblatt, Barmstedter Zeitung, Elmshorner Nachrichten sowie die digitalen Medien.
Herausgeber sind Werner F. Ebke und Jan Dirk Elstermann.

## Geschichte
Im Jahre 1887 erschien in Uetersen eine Zeitung mit dem Namen Anzeigeblatt für Uetersen und Umgebung. Die erste Ausgabe wurde am Ostersonntag, 10. April, veröffentlicht. Dort war folgende Erklärung abgedruckt: „Einem längstgefühlten wohlberechtigten Bedürfnis nicht allein, sondern auch dem allgemeinen Wunsch, unserer Stadt eine politisch tendenzlose aber auch ebenso unabhängige wie freie Zeitung zu bieten, nachkommend, erlauben wir uns hiermit unseren verehren Lesern die erste Nummer derselben vorzulegen.“ Diese Zeitung bekam später den Namen Uetersener Nachrichten. Sie stellte während der Inflation ihr Erscheinen ein und wurde erst 1924 wieder aufgelegt.
1929 kaufte der Verlag der Uetersener Nachrichten das 1864 gegründete Uetersener Tageblatt und vereinte beide Zeitungen. Aus diesem Grund wurde 2014 das 150-jährige Bestehen gefeiert. Während der Zeit des Nationalsozialismus wurde die Zeitung, die beim ersten Erscheinen das politisch Tendenzlose betonte, zum ausgeprägten nationalsozialistischen Mitteilungsblatt. Nach dem Zweiten Weltkrieg wurde das Blatt wieder unparteiisch und berichtet neutral über die Ereignisse im Verbreitungsgebiet und der Welt.
Bis Anfang 2016 wurden die Uetersener Nachrichten vom Verlag Uetersener Nachrichten GmbH unter der Leitung von Lebrecht und Roland von Zielberg herausgegeben. Im Februar 2016 gaben die Uetersener Nachrichten und der Verlag A. Beig bekannt, dass die A. Beig Druckerei und Verlag GmbH & Co. KG rückwirkend zum Jahresbeginn 2016 die Zeitung sowie deren Wochenblätter übernommen hatte. Die Entscheidung für diesen Schritt ist laut von Zielberg gereift „aufgrund der Veränderungen im Leseverhalten und der steigende Bedarf an digitalen Angeboten“. Zuvor wurden die Zeitungen des Verlags bereits viele Jahre lang beim Verlag A. Beig gedruckt und seit 2004 auch die Mantelseiten bereits von dort bezogen.

## Auflage
Die Uetersener Nachrichten haben in den vergangenen Jahren erheblich an Auflage eingebüßt. Die verkaufte Auflage ist in den vergangenen 10 Jahren um durchschnittlich 6,9 % pro Jahr gesunken. Im vergangenen Jahr hat sie um 8,9 % abgenommen. Sie beträgt gegenwärtig 1914 Exemplare. Der Anteil der Abonnements an der verkauften Auflage liegt bei 88,9 Prozent.
| 1998 | 1999 | 2000 | 2001 | 2002 | 2003 | 2004 | 2005 | 2006 | 2007 | 2008 | 2009 | 2010 | 2011 | 2012 | 2013 | 2014 | 2015 | 2016 | 2017 | 2018 | 2019 | 2020 | 2021 | 2022 | 2023 | 2024 |
| ---- | ---- | ---- | ---- | ---- | ---- | ---- | ---- | ---- | ---- | ---- | ---- | ---- | ---- | ---- | ---- | ---- | ---- | ---- | ---- | ---- | ---- | ---- | ---- | ---- | ---- | ---- |
| 5827 | 5660 | 6549 | 5820 | 5653 | 5677 | 5441 | 5239 | 5028 | 5062 | 5019 | 4903 | 4602 | 4725 | 4356 | 4344 | 3998 | 3866 | 3144 | 3049 | 2854 | 2723 | 2730 | 2563 | 2315 | 2146 | 1955 |